# Paróquia de Jackson
A Paróquia de Jackson é uma das 64 paróquias do estado americano da Luisiana. A sede da paróquia é Jonesboro, e sua maior cidade é Jonesboro. A paróquia possui uma área de 1 503 km² (dos quais 27 km² estão cobertas por água), uma população de 15 397 habitantes, e uma densidade populacional de 10 hab/km² (segundo o censo nacional de 2000). 